# The IVth Crusade
The IVth Crusade (рус. Четвёртый крестовый поход) — четвёртый студийный альбом британской дэт-метал группы Bolt Thrower.
Как и предыдущий альбом War Master, он был выпущен на лейбле Earache Records с продюсером Колином Ричардсом и самими участниками группы в качестве сопродюсера. Запись альбома велась на новой студии Sawmill Studios в августе 1992 года. Выпущен альбом был в октябре 1992 года в Великобритании, в США это было значительно позже — 26 января 1993 года.
Альбом посвящён четвёртому крестовому походу и последующему падению Константинополя. Обложка альбома представляет собой картину Эжена Делакруа «Вход крестоносцев в Константинополь» (1204, картина 1840 года).
По сравнению с предыдущим альбомом звук стал плотнее, гитарные риффы более низкими и тяжёлыми. Значительно замедлился темп композиций. В альбоме появились дум-мотивы, которых ранее не было, что вызвано влиянием на группу творчества таких дум-метал коллективов как Candlemass и Black Sabbath. Элементы грайндкора полностью остались в прошлом. Наиболее выражен дэт/дум-метал в песнях «This Time It’s War» и «As the World Burns».
В оригинальной версии альбома входит 11 композиций. Однако в переиздании 1996 года имеется также две дополнительные композиции: «Crown Life» и «Lament».

## Список композиций
Все песни были написаны группой Bolt Thrower.
| №                   | Название                   | Длительность |
| ------------------- | -------------------------- | ------------ |
| 1.                  | «The IVth Crusade»         | 4:59         |
| 2.                  | «Icon»                     | 4:40         |
| 3.                  | «Embers»                   | 5:18         |
| 4.                  | «Where Next to Conquer»    | 3:50         |
| 5.                  | «As the World Burns»       | 5:28         |
| 6.                  | «This Time It's War»       | 5:51         |
| 7.                  | «Ritual»                   | 4:39         |
| 8.                  | «Spearhead»                | 6:47         |
| 9.                  | «Celestial Sanctuary»      | 4:37         |
| 10.                 | «Dying Creed»              | 4:17         |
| 11.                 | «Through the Ages (Outro)» | 3:45         |
| Общая длительность: | Общая длительность:        | 53:28        |

| №   | Название        | Длительность |
| --- | --------------- | ------------ |
| 12. | «Crown of Life» | 5:28         |
| 13. | «Lament»        | 5:34         |

## Участники записи
- Карл Уиллетс — вокал
- Гэвин Уорден — гитара
- Барри Томпсон — гитара
- Эндри Уэйл — барабаны
- Джо Бенч — бас-гитара
- Колин Ричардсон — запись, продюсирование

## Дополнительные участники
- Эжен Делакур — автор картины, на базе которой была создана обложка
- Пауль Мкхелале — дизайн
- Джон Корфлайд — инженирование
- Алан Фиш — миксирование
- Стив Харрис — миксирование